# Christopher Street Day

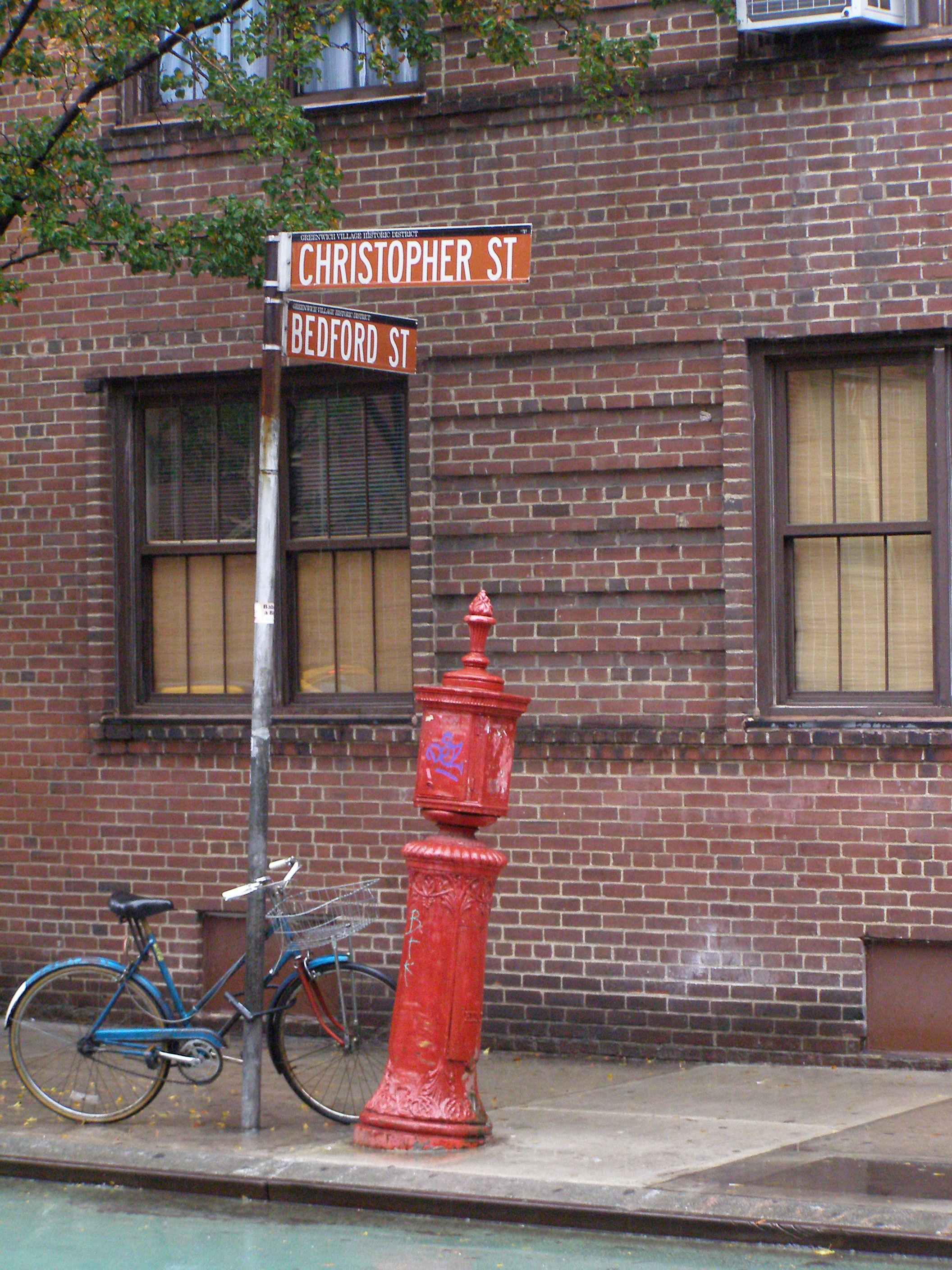
Christopher Street in Greenwich Village, NYC

Der Christopher Street Day (CSD) ist ein Fest-, Gedenk- und Demonstrationstag von Lesben, Schwulen, Bisexuellen, Transgendern und allgemein von queeren Personen. An diesem Tag wird für die Rechte dieser Gruppen sowie gegen Diskriminierung und Ausgrenzung demonstriert. Die größten Umzüge anlässlich des CSD im deutschsprachigen Raum finden in Berlin und Köln statt.
Die Bezeichnung Christopher Street Day ist nur in Deutschland, Teilen Österreichs und der Schweiz üblich. In englischsprachigen und romanischen Ländern wird meist von Gay Pride und Pride Parades gesprochen, während in slawischsprachigen Ländern diese Gedenktage meist Gleichheitsparaden genannt werden, wie beispielsweise die Parada Równości in Polen.

## Geschichte des CSD

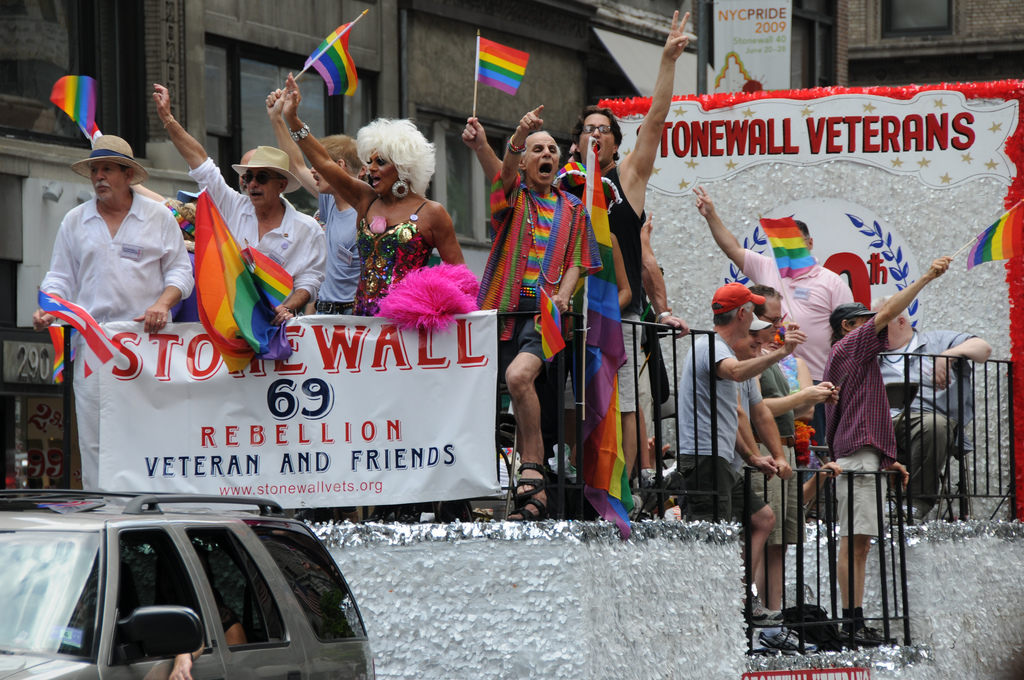
Erinnerung an die Ursprünge: New York City, 2009

Der CSD erinnert an den ersten bekanntgewordenen Aufstand von Homosexuellen und anderen queeren Minderheiten gegen Polizeiwillkür in der New Yorker Christopher Street im Stadtviertel Greenwich Village. Homosexualität stand in den USA unter dem Sodomiegesetz und war nach damals gültiger Gesetzeslage strafbar. In den frühen Morgenstunden des 28. Juni 1969 fand in der Bar Stonewall Inn der sogenannte Stonewall-Aufstand statt. Zu dieser Zeit gab es immer wieder gewalttätige Razzien der Polizei in Kneipen mit trans- und homosexuellem Zielpublikum. Besonders betroffen von Misshandlungen und Willkür waren Afroamerikaner und solche mit lateinamerikanischer Herkunft.
Als sich an diesem Abend insbesondere Dragqueens, transsexuelle Latinas und Schwarze gegen die wiederkehrenden Kontrollen wehrten, war dies der Ausschlag für tagelange Straßenschlachten mit der New Yorker Polizei. Um des ersten Jahrestages des Aufstands zu gedenken, wurde das Christopher Street Liberation Day Committee gegründet. Seitdem wird in New York am letzten Samstag des Juni, dem Christopher Street Liberation Day, mit einem Straßenumzug an dieses Ereignis erinnert. Daraus ist eine internationale Tradition geworden, im Sommer eine Demonstration für die Rechte von queeren Personen abzuhalten.
Über den ersten CSD in New York berichtet die FAZ in ihrer Ausgabe vom 7. November 1970 u. a.: „Die Parade von Tausenden Homosexuellen, die an diesem Sommernachmittag die Sixth Avenue von Greenwich Village in den Central Park hinauf marschierte, war als Geburtstagsfest geplant. […] Mit seidenen Bannern und trotzigen Plakaten zog kürzlich eine eigentümliche Parade durch New York. […] Die Stimmung war ausgelassen und trotzig zugleich.“ Die polizeilichen Übergriffe gegen queere Minderheiten im Jahr zuvor, die sich über mehrere Tage hingezogen hatten, wurden in dem Artikel nicht erwähnt.

### Europa

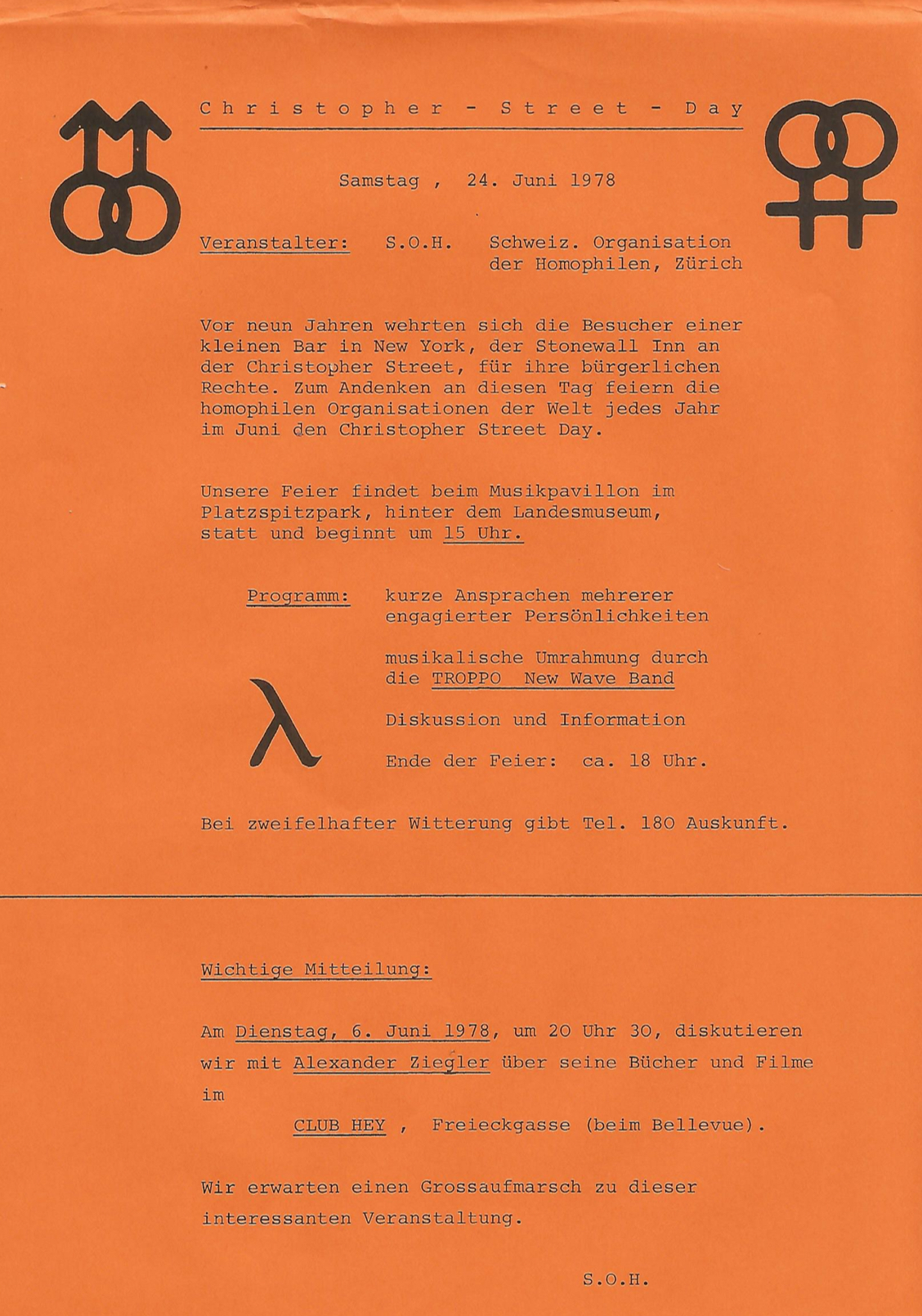
CSD-Flugblatt Zürich, 1978

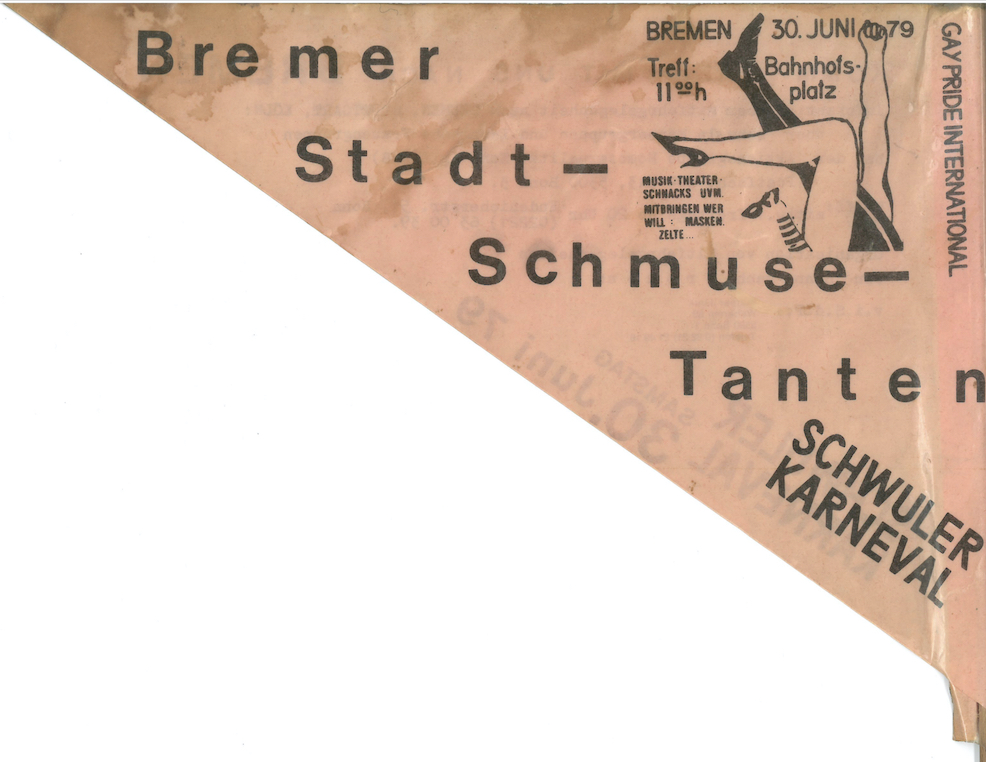
CSD-Flyer aus Bremen, 1979

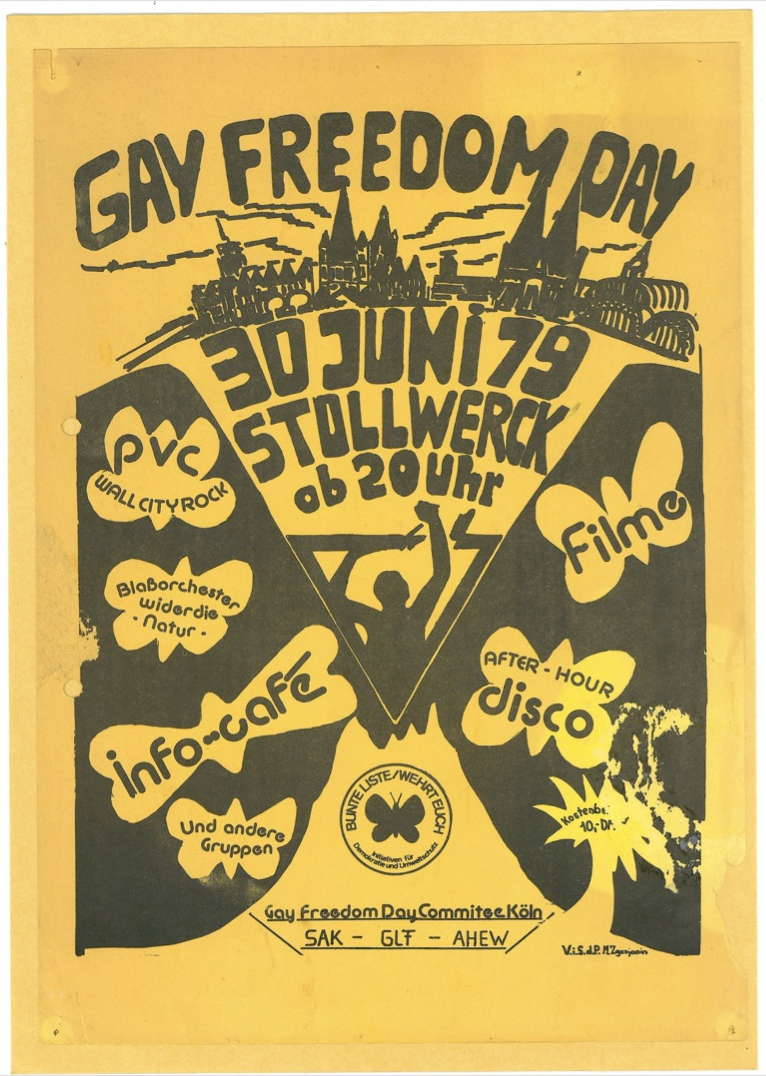
CSD-Aushang Köln, 1979

1977 soll in Stockholm der erste Befreiungstag der Schwulen und Lesben mit etwa 400 Demonstrationsteilnehmern in Europa stattgefunden haben. Am 2. September 1978 sind die Stockholmer Schwulen und Lesben mit Unterstützung des Reichsbund für sexuelle Gleichberechtigung (RFSL) erneut auf die Straße gegangen, um den Gay and lesbian liberation day zu begehen.
Die erste CSD-Veranstaltung in der Schweiz fand am 24. Juni 1978 in Zürich unter dem Namen Christopher Street Day statt. Veranstalter war die Schweizerische Organisation der Homophilen (S.O.H.). Die rund einhundert Demonstrationsteilnehmer forderten „die Angleichung des Schutzalters für Mädchen und Burschen“ und die „Abschaffung der Homoregister“. Die Forderungen nach Abschaffung der „Rosa Listen“ wurde mit einer Unterschriftensammlung in Zürich begleitet. Auch in Bern sollen Schwule und Lesben gegen „Schnüffelei und Demokratieabbau“ zur Unterstützung auf die Straße gegangen sein. Bei der angekündigten Diskussion im Flugblatt mit dem Schriftsteller Alexander Ziegler am 6. Juni handelt es sich um eine begleitende Kulturveranstaltung.
Die erste CSD-Veranstaltung in Österreich wurde am 26. Juni 1982 mit einer Fackelparade am Maria-Theresien-Platz durchgeführt. Der erste Demonstrationszug erfolgte am 29. Juni 1984 im Rahmen einer „Warmen Woche“ (ab 17. Juni) als Gay Pride Day durch die Wiener Innenstadt. Seit 1996 wird der CSD als Regenbogenparade in Wien abgehalten.

#### Deutschland
Als erste CSD-artige Aktion in Deutschland gilt die Homosexuellen-Demonstration, die am 29. April 1972 in Münster – noch nicht unter dem Namen Christopher Street Day – stattfand. Am 30. Juni 1979 fanden in Bremen (Schwule Aktion Bremen), Köln (Schwule Aktion Köln, Mitveranstalter Gay Liberation Front) und Berlin (Homosexuelle Aktion Westberlin) CSD-Veranstaltungen unter der Bezeichnung Gay Pride International – Schwuler Karneval (Bremen) und Gay Freedom Day (Köln) statt. 
Bei der Namensfindung bestand innerhalb der verschiedenen Schwulengruppen 1979 noch eine erhebliche Unsicherheit. Ein gleichnamiger Ableger der Roten Fahne kündigte auf Seite 1 in der Ausgabe vom 28. Juni 1979 den Gay Freedom Day an. In einem ganzseitigen Artikel schrieb die Zeitung auf Seite 13 in ihrer Überschrift vom Gay Liberation Day. Auch die Art der Veranstaltungen waren 1979 noch unterschiedlich. Während in Bremen ein fröhlicher Straßenumzug mit Demonstrationscharakter vom Hauptbahnhof zum Marktplatz durchgeführt wurde, fand in Köln auf dem besetzten Stollwerck-Gelände eine Abendveranstaltung mit Info-Café, Filmvorführungen und Tanzveranstaltungen statt.  Ebenfalls am 30. Juni 1979 hat auch in Stuttgart eine Demonstration mit rund 400 Teilnehmern am Königsbau und am weiteren Schlossplatz stattgefunden.
Vom ersten Berliner Christopher Street Day wurde vom Mitveranstalter Bernd Gaiser (HAW) in einem Interview das Motto „Mach Dein Schwulsein öffentlich“ (1979) überliefert. Die Berliner Lesbengruppe hatte die Losung „Lesben erhebt Euch – Und die Welt erlebt Euch“. Von den ca. 450 Demonstrationsteilnehmern wurden in der damals geteilten Hauptstadt verschiedene Transparente vom Savignyplatz über den Kurfürstendamm zum Halensee durch die Straßen getragen. Wie auch schon bei früheren Demonstrationen stand die Forderung nach Abschaffung des § 175 und der Abbau von Diskriminierung im Vordergrund.

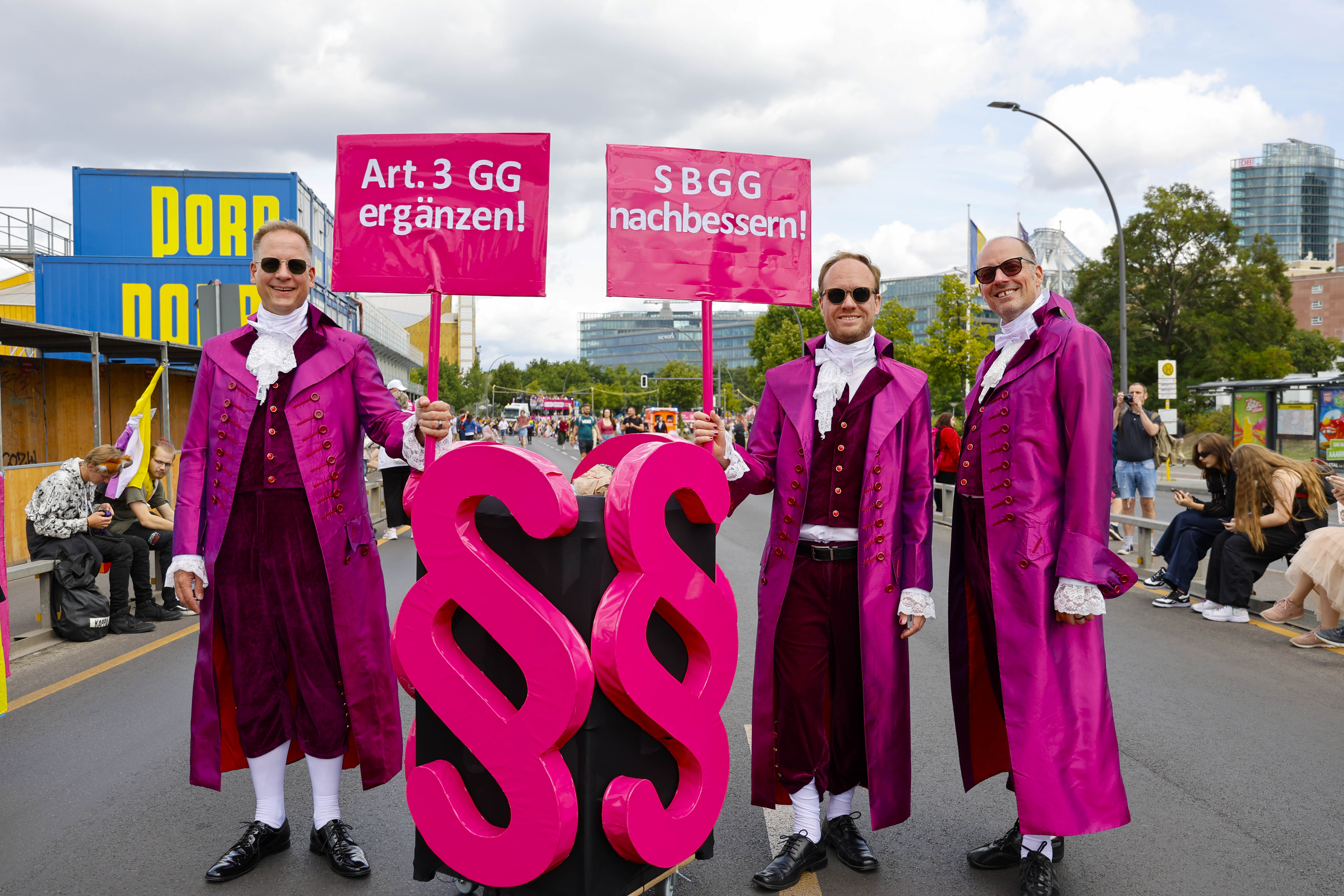
CSD Berlin (2023)

## CSD heute
2003 gründete sich der CSD Deutschland e. V., der sich als Dachverband aller CSD-organisierenden Vereine, Initiativen und Projekte versteht. In beinahe jeder größeren Stadt in Deutschland gibt es heute einen CSD, die größten in Köln (Cologne Pride) und Berlin, wo zwischen 1998 und 2013 auch der Transgeniale CSD stattfand. In Köln hatte der CSD 2002 als Europride mit 1,2 Millionen Beteiligten (Teilnehmende und Zuschauer) zum ersten Mal mehr Besucher in die Stadt gelockt als der Rosenmontagszug und war damit der bisher größte CSD in Europa. Diese Veranstaltung trägt aus wirtschaftlicher Perspektive zu den Aktivitäten des LGBT-Tourismus bei und schafft Einnahmequellen für die Gastgeberstadt.
Die Dorfpride ist ein Christopher Street Day, der jährlich im Rhein-Neckar-Kreis stattfindet. Er wurde 2020 zum ersten Mal in Mühlhausen im Kraichgau veranstaltet. Im August 2022 soll ein 20-jähriger Mann Teilnehmerinnen des CSD in Münster als „lesbische Huren“ beschimpft und sich drohend genähert haben. Ein 25-jähriger transgeschlechtlicher Mann versuchte, den Streit zu schlichten, indem er den Mann bat, die Beleidigungen zu unterlassen. Dieser soll den 25-Jährigen gegen den Kopf geschlagen haben, der damit auf dem Asphalt aufschlug und später im Krankenhaus starb.
Die CSD-Demonstrationen in Deutschland finden nicht genau am historischen Datum, dem 28. Juni statt, sondern örtlich variierend an diversen Wochenenden zwischen April und Oktober. Geplant, als Demonstration angemeldet und durchgeführt werden die CSD von unterschiedlich strukturierten Organisationen oder Einzelpersonen vor Ort, häufig ehrenamtlich und in Vereinen organisiert. Als politische Demonstration, oft mit einem politikbezogenen Motto, zeigen sich die CSD meist in Form von Demonstrationsparaden und einer anschließenden Kundgebung.
Oft wird die Kundgebung von Künstlern mit Auftritten auf der Bühne unterstützt und gefeiert. Dieses Feiern des eigenen Lebensstils begründet sich aus dem Ursprung des CSD: Die Beteiligten zeigen oft demonstrativ, dass sie stolz auf sich, ihr Leben und ihre sexuelle Identität sind, daher die Bezeichnung Gay Pride. Neben der CSD-Parade und den Abschlusskundgebungen gibt es in vielen Städten häufig ein- bis mehrtägige Straßenfeste und Kulturwochen mit Künstlern, politischen Veranstaltungen, Vorträgen, Lesungen und Partys. Im Vorfeld zur vorgezogenen Bundestagswahl 2025 startete der CSD Deutschland e. V. die erste bundesweite CSD-Kampagne unter dem Slogan Wähl Liebe.
Immer häufiger sind CSD-Paraden mit Gegenprotesten und Gewalt konfrontiert, die aus dem rechtsextremen Milieu stammen. Queerfeindlichkeit ist ein Teil der rechten Ideologie. Viele CSD-Paraden benötigen daher inzwischen Polizeischutz.

## Prominente politische Teilnehmer

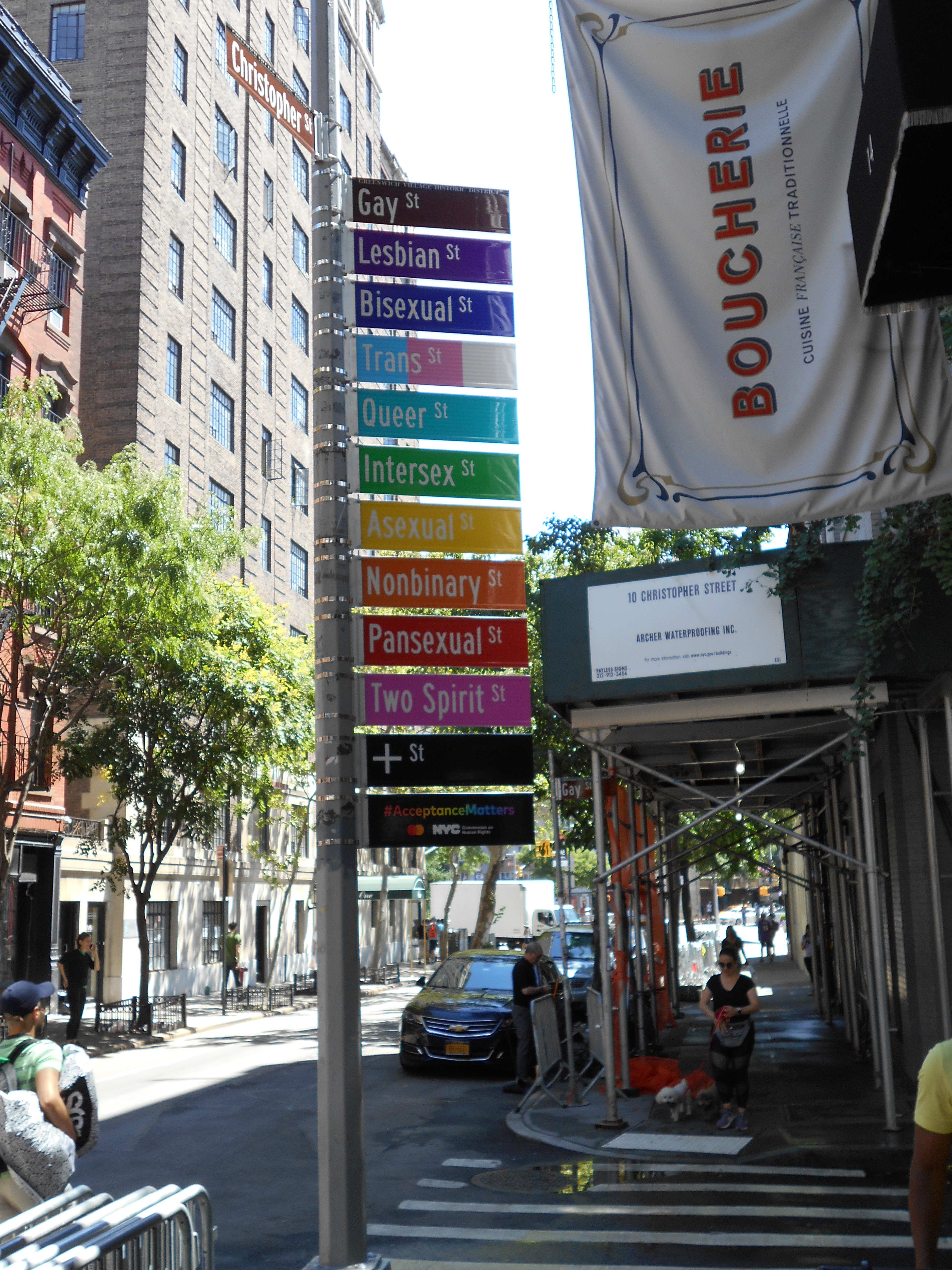
Straßenschild in der Christopher Street 2019

An den CSD nehmen zum Teil prominente Personen teil, unter anderem:

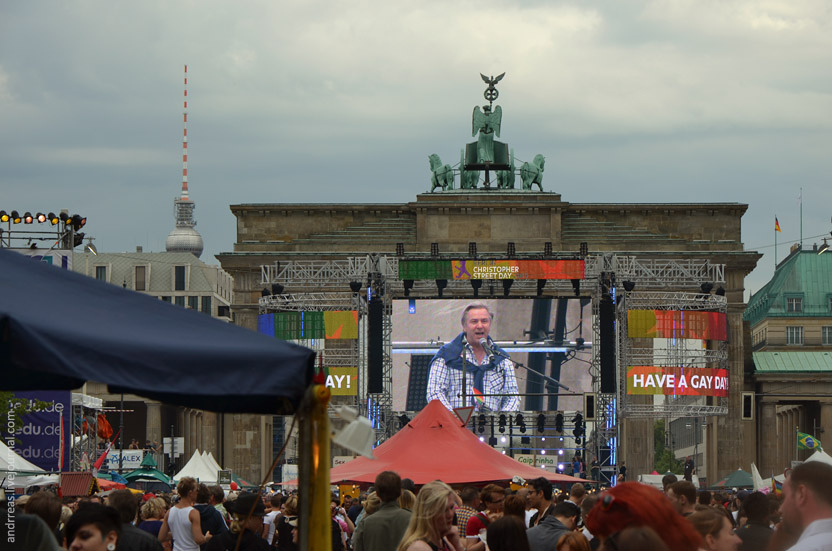
Klaus Wowereit beim CSD in Berlin, 2012

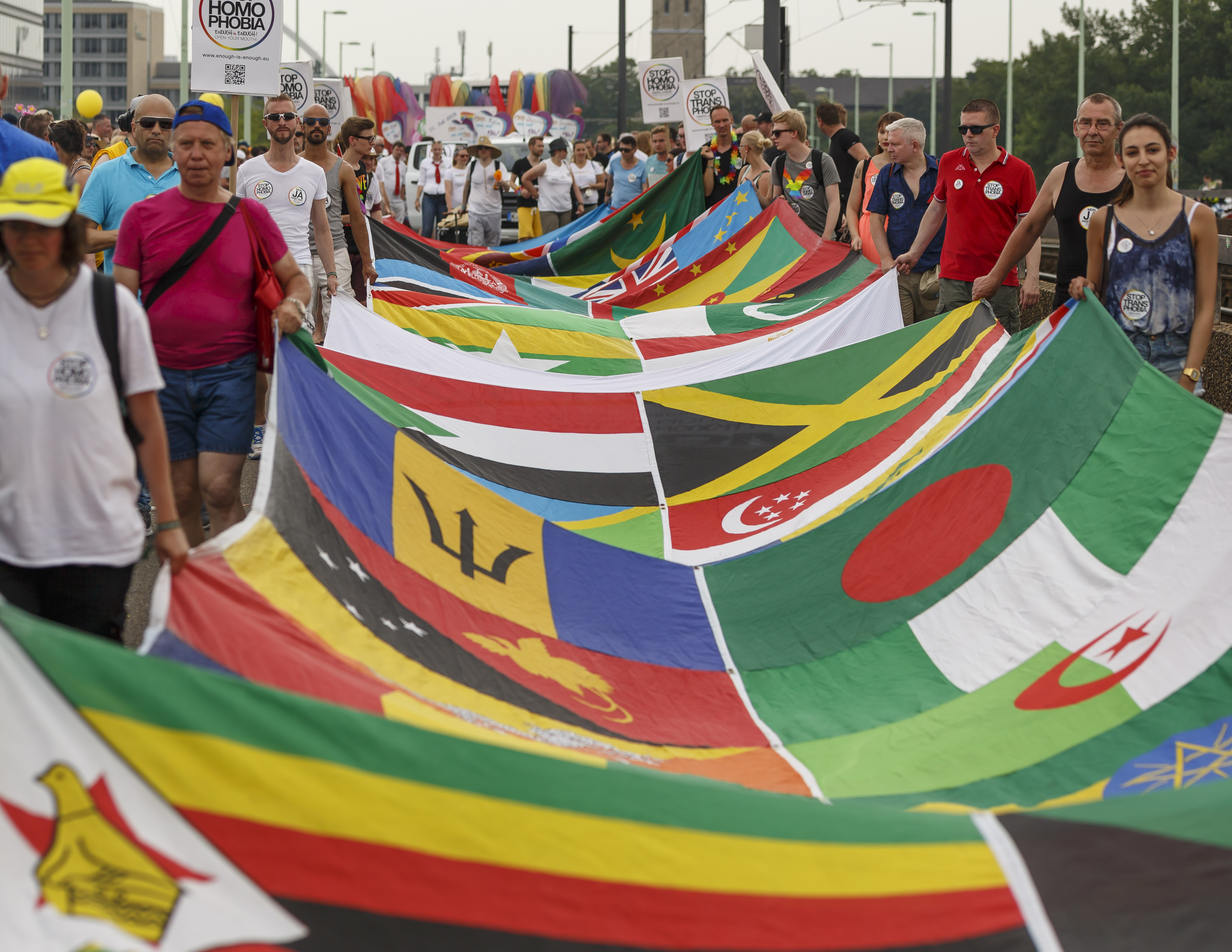
CSD in Köln, 2015

- Bundesaußenminister und Vizekanzler Joschka Fischer (Köln 2002, Hamburg 2004, Köln 2005)
- Bundesministerin Renate Künast (Berlin 2001)
- Regierender Bürgermeister von Berlin Klaus Wowereit (seit 2001)
- Oberbürgermeisterin von Frankfurt am Main Petra Roth (2004)
- Ministerpräsident von Hessen Roland Koch (Frankfurt am Main)
- Bundestagspräsident Wolfgang Thierse (Berlin 2000)

In einigen Städten übernehmen Politiker zudem die Schirmherrschaft, wie in Hamburg die damaligen Ersten Bürgermeister Ortwin Runde und Ole von Beust, in Dresden Oberbürgermeisterin Helma Orosz, beim Nürnberger CSD Marcus König, in Würzburg Claudia Roth oder in Braunschweig der frühere Bundesminister Jürgen Trittin. In München steht der im Vergleich zu anderen deutschen Millionenstädten kleinere Demonstrationszug mittlerweile traditionell unter der Schirmherrschaft des Oberbürgermeisters.